# Nino Frassica
Nino Frassica (ur. 11 grudnia 1950 w Mesynie) – włoski aktor filmowy, telewizyjny, komik.

## Kariera
Nino Frassica po ukończeniu szkoły grał w Piccolo Teatro. Po kilkuletnim doświadczeniu teatralnym w 1983 roku Renzo Arbore dołączył go do obsady w filmie pt. „FF.SS.” - Cioè: „...che mi hai portato a fare sopra a Posillipo se non mi vuoi più bene?”, dzięki czemu Frassica zaliczył debiut na dużym ekranie. Potem razem z Arbore występował w programach rozrywkowych m.in. Quelli della notte (1985), Indietro tutta! (1987).
Pierwsze sukcesy aktorskie odnosił w filmach: Il Bi e il Ba (reż. Maurizio Nichettiego, 1985), w filmach Enrico Oldoiniego – Vacanze di Natale '91 (1991) jako Rino, Anni 90 (1992), Anni 90 - Parte II (1993), Miracolo italiano (1994). Jednak największą popularność przyniosła mu rola Sierżanta Cecchiniego w serialu Don Matteo, gdzie grał główną rolę u boku Terenca Hilla. Grał również w amerykańskich produkcjach m.in. Somewhere (reż. Sofia Coppola, 2009), Turysta (reż. Florian Henckel von Donnersmarck, 2010).
W 2006 roku był prowadzącym 49. edycji słynnego festiwalu piosenki dziecięcej – Zecchino d’Oro.

## Filmografia (wybór)

### Filmy
- 1983 – „FF.SS.” - Cioè: „...che mi hai portato a fare sopra a Posillipo se non mi vuoi più bene?” jako Ottaviano
- 1985 – Il Bi e il Ba jako Antonio Scannapieco
- 1991 – Vacanze di Natale '91 jako Rino
- 1992 – Anni 90 jako Rosario
- 1993 – Anni 90 - Parte II jako Tano
- 1994 – Miracolo italiano jako Ernesto
- 2001 – L'Amore di Marja jako człowiek w barze
- 2002 – Apri gli occhi e... sogna jako Alfredo
- 2009 – Somewhere jako prowadzący rozdanie nagród Telegatto
- 2010 – Turysta jako Brygadier Mele
- 2013 – Cha cha cha jako Gość na przyjęciu

### Seriale
- 1998 – S.P.Q.R. jako Salvatore Pitagora
- od 1999 – Don Matteo jako sierżant Cecchini
- 2001 – Fale namiętności jako Tony Scalia
- 2002 – Opowieść o psie jako Romeo
- 2004 – La fuga degli innocenti jako Szef Gabinetu
- 2004 – Matka taka jak ty jako komisarz De Bono
- 2011 – Cugino & cugino  jako Carmelo Mancuso
- 2012 – I Cesaroni jako Salvatore Incognito
- 2013 – Casa e bottega jako Erminio
- 2013 – Mario jako Pompiero